# セントラル・タンクターミナル
セントラル・タンクターミナル株式会社とは、東京都中央区に本社を置く、KKRグループの倉庫会社である。

## 概要
石油や化学薬品などの液体貨物の運送・保管を主な業務とする。日本通運・長瀬産業・Royal Vopak社（オランダ）が共同で出資していたが、2022年にKKRグループの完全子会社となった。
1966年に、日本で最初のタンクターミナルを経営する会社として、神戸に事業所を置いた。その後、全国的に事業所を展開し、規模を拡大していった。

## 沿革
- 1966年 - 日本ガテックス株式会社が設立される。
- 1999年 - 日本ケミカル荷役株式会社を子会社化。
- 2001年 - 日本ヴォパック株式会社に社名変更。
- 2016年 - 日本ヴォパックが日本ケミカル荷役を合併し、社名をセントラル・タンクターミナル株式会社へ変更する。マッコーリーグループの完全子会社となる[2][3]。
- 2020年4月1日 - 宝ケミカルを合併。
- 2022年 - KKRグループの完全子会社へ
- 2023年9日1日 - 双日株式会社の子会社、東京油槽株式会社の全株式を所得し吸収合併。東京油槽の事業所は川崎事業所 南エリア、旧川崎事業所は川崎事業所 北エリアとなる。

## 主な事業所
- 川崎事業所 ： 〒210-0865 神奈川県川崎市川崎区千鳥町2-2
- 横浜事業所 ： 〒230-0035 神奈川県横浜市鶴見区安善町2-3-2
- 名古屋事業所：〒455-0028 愛知県名古屋市港区潮見町37-7
- 神戸事業所 ： 〒653-0034 兵庫県神戸市長田区南駒栄町1-43
- 門司事業所 ： 〒801-0884 福岡県北九州市門司区瀬戸町2-1